# 大伴家持
大伴家持（日语：／ Ōtomo no Yakamochi，約718年—785年10月5日），日本奈良時代政治家及歌人，出生貴族家庭，曾歷任少納言、越中守、兵部少輔、因幡守、衛門督、春宮大夫、中納言、持節征東將軍等多個官職。他一生在官場浮浮沉沉，而在文壇郤富有盛名，留下長歌、短歌、旋頭歌、漢詩等多達四百餘首，並曾參予編撰《萬葉集》，在日本文學史裡影響甚鉅。

## 生平

### 家世及少年生活
大伴家持所出身的大伴氏，擁有顯赫的歷史。曾祖父大伴長德曾任右大臣，祖父大伴安麻呂曾在壬申之亂中支持天武天皇立功。父親大伴旅人曾任大納言，但遭權貴藤原氏排擠，在政壇上並不順遂。731年（聖武天皇天平三年），大伴旅人去世，年約14歲的家持就由姑母坂上郎女供書教學。
大伴家持的姑母坂上郎女是一位擅場吟詠愛情的女歌人，而家持在少年時代接觸多位女性，當中有艷麗少婦，亦有妙齡女郎。因此家持在20歲以前，創作出大量的情歌，與這些女性相贈。由於他在此時期較著重感情生活，他的歌便大都顯示其浪漫的一面，其中一首16歲時的作品《大伴宿彌家持初月歌》，就連姑母坂上郎女，也驚訝他的早熟：
|  | （中譯：仰望芽月可見；如曾一睹伊人眉，牽動思念。） |

### 仕途
738年（聖武天皇天平十年），藤原不比等的四個兒子全部病逝後，大伴家持獲新掌權者橘諸兄起用，任命為內舍人。從此，家持被橘諸兄倚為心腹。746年（聖武天皇天平十八年），家持受命為越中守，收取當地資源，以支持橘諸兄修築規模最大的東大寺。
751年（孝謙天皇天平勝寶三年），大伴家持被調回奈良任少納言。當時，藤原仲麻呂已經權可炙手，牽制了橘諸兄的權勢，家持亦改變已往一面倒投向橘諸兄的作風，經常出席藤原仲麻呂派的宴會，與他們往來，並向藤原氏靠攏。其後，至758年（天平寶字二年）遭降職前為止，家持曾歷任兵部少輔、山陰道巡察使等職。
可是，到了756年（孝謙天皇天平勝寶八年），曾提攜大伴家持的橘諸兄遭撤職，藤原仲麻呂大權在握。758年（天平寶字二年）7月，家持亦被降職為因幡守。多年後，775年（光仁天皇寶龜六年），才被調回任衛門督，其後曾任春宮大夫（781年，光仁天皇寶龜十二年）、中納言（783年，桓武天皇延曆二年）、持節征東將軍（784年 ，桓武天皇延曆三年）。
由於大伴家持在其宦海生涯中，患得患失，曾為了攀附橘諸兄及藤原氏而苦惱，在其作品中亦多有反映仕途經歷。值得注意的是他寫了許多以杜鵑（家持作品中稱為「霍公鳥」）、橘、藤為題的歌。杜鵑象徵追求幸福的候鳥，「橘」代表橘諸兄派，「藤」代表藤原氏，家持就以杜鵑選擇棲息橘樹或藤樹來自況。其中一首《反歌》，便以杜鵑和橘為題材：
|  | （中譯：杜鵑可憎，不乘時啼；花橘已見凋落，卻來嗚不已。） |

另外有一首以杜鵑和藤為題材的歌，亦表露出他的忐忑之情：
|  | （中譯：杜鵑振羽啼，羽觸花落；藤波花，似乎盛時過。） |

### 去世
785年（桓武天皇延曆四年），大伴家持去世，時年約68歲。但他死後仍受政爭牽連，二十多天後，葬禮尚未舉行，便因涉嫌參予刺殺藤原種繼，兒子大伴永主等被判處流刑。直至二十一年後，806年（平城天皇大同元年），才獲得恢復名譽。

## 文學成就

### 留下大批作品
大伴家持一生留下的作品甚豐，在《萬葉集》裡收錄了他的長歌46首、短歌432首、旋頭歌1首、漢詩1首。最早的歌《初月歌》作於733年（聖武天皇天平五年），主要歌作有《喻族歌》、《賀陸奧國出金詔書歌》、《雲歌》、《大白鷹歌》、《為防人情陳思作歌》、《二十三日依興作歌》、《二十五日詠鶬鶊歌》等等。自759年（天平寶字三年），便沒有作品傳世。

### 參予編撰《萬葉集》
關於大伴家持與《萬葉集》的關係，據學者謝六逸認為：「釋契沖著《萬葉集代匠記》，謂此集成于大伴家持之手，此說已為學者所公認。家持自幼時起，曾把見聞的歌記了下來，迄天平寶字三年時（759年），依時代次序排列。自此以後，便未依順序。」大伴家持以後，再有其他人陸續作過若干補充而成。
中國大陸學者王家驊評價大伴家持的歌，在藝術上是成熟且可效法，但其思想卻不足取。然而，他把為數不少的民謠收錄在《萬葉集》當中，為日本文學留下光輝的遺產。

## 紀念
在日本富山縣，設有不少與大伴家持有關的展覽館、神社、塑像，以紀念他曾在這裡任越中守一職。

## 外部連結
- （日語）.   [2008-06-16]. （原始内容存档于2008-09-15）.
- （中文）.   [2008-06-15]. （原始内容存档于2020-08-12）.
- （中文）.   [2008-06-15]. （原始内容存档于2020-05-18）.
- （日語）.   [2008-06-14]. （原始内容存档于2016-03-03）.
- （日語）.   [2008-06-14]. （原始内容存档于2005-11-21）.
- （日語）.   [2008-06-14]. （原始内容存档于2016-03-04）.